# Johana Barrera
Johana Barrera (Monte Cristo, Córdoba, Argentina; 1 de julio de 1994) es una futbolista argentina. Juega de mediocampista y delantera en Belgrano de Argentina.

## Trayectoria

### Inicios
Inició jugando desde temprana edad con varones en el club Ingeniero Lucas Vázquez, y luego en El Carmen de Monte Cristo. Jugó hasta que ya no la dejaron participar ya que era menor de edad y la Liga Colón no aceptaba equipos mixtos.

### Belgrano
En el año 2011 pasa a formar parte del primer equipo del Pirata Cordobés, en el conjunto celeste permaneció por 11 años y se convirtió en pieza fundamental y referente.

### Independiente
En marzo del año 2021 llega a Las Diablas. Anotó 8 goles en el torneo Clausura 2021, 4 de ellos en un mismo partido ante Comunicaciones. Se convirtió en capitana del equipo y ha jugado casi todos los partidos desde el arranque. En enero de 2022 extendió su vínculo con El Rojo por toda la temporada.

## Estadísticas

### Clubes
|  | Club          | País      | Año         |
|  | ------------- | --------- | ----------- |
|  | Belgrano      | Argentina | 2011 - 2021 |
|  | Independiente | Argentina | 2021 - 2023 |
|  | Belgrano      | Argentina | 2023 - Act. |

## Vida personal
Es hincha de Belgrano de Córdoba. Jugó al handball en su adolescencia.